# Chiesa di San Leonardo in Settignano
La chiesa di San Leonardo in Settignano, anche nota come chiesa dei Santi Leonardo e Romualdo, era una chiesa di Roma che si trovava nella via della Lungara, nel rione Trastevere. Era dedicata a san Leonardo di Noblac e a san Romualdo. L'epiteto "in Settignano" è un riferimento alla porta Settimiana, una delle porte delle mura aureliane. Nelle fonti, questa chiesa era nota con vari altri nomi, come San Leonardo alla Lungara, San Leonardo de Ponte Grandinato, San Leonardo dei Camaldolesi e San Leonardo de Monte Grandinato. 

## Storia

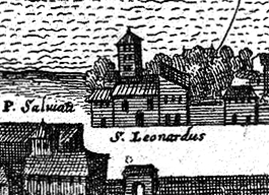
La chiesa nella mappa di Matthäus Merian del 1642.

Questa chiesa si trovava in una zona nota come Settignana (o Settimiana) e venne menzionata per la prima volta in una bolla promulgata dal papa Innocenzo III (1198-1216). Viene citata anche in un documento del pontificato del papa Niccolò IV (1288-1292), nella quale è chiamata San Leonardi de Ponte Grandinato, e nel catalogo di Torino (1320 circa).
Vicino questa chiesa, santa Francesca Romana e la sua cognata, Vannozza Santacroce, caddero nel fiume Tevere e furono salvate miracolosamente. In un piccolo edificio del giardino vicino alla chiesa c'era una pittura che ricordava l'evento.
Nel 1578, il papa Gregorio XIII (1572–1585), assegnò questa chiesa ai camaldolesi del Monte Corona, così che la ricostruissero ed erigessero un convento accanto. Nel 1704, l'architetto Ludovico Gregorini costruì una nuova facciata.
Su iniziativa del papa Leone XII, un piccolo porto fluviale, noto come porto Leonino, fu costruito nel 1827 nelle vicinanze della chiesa. Tuttavia, fu demolito presto, già nel 1853, quando venne costruito il ponte dei Fiorentini per collegare la via della Lungara alla basilica di San Giovanni Battista dei Fiorentini. La costruzione del ponte portò anche alla demolizione della chiesa di San Leonardo, una delle poche chiese demolite per ordine papale. Il monastero fu infine demolito per permettere l'apertura del lungotevere Gianicolense nel 1887. Anni dopo, nel 1942, il ponte fu demolito per permettere la costruzione del nuovo ponte Principe Amedeo Savoia Aosta.
La congregazione esiste ancora oggi, ma si distingue dalla Congregazione benedettina camaldolese di Camaldoli, in quanto i monaci di Monte Corona non sono benedettini.

## Descrizione

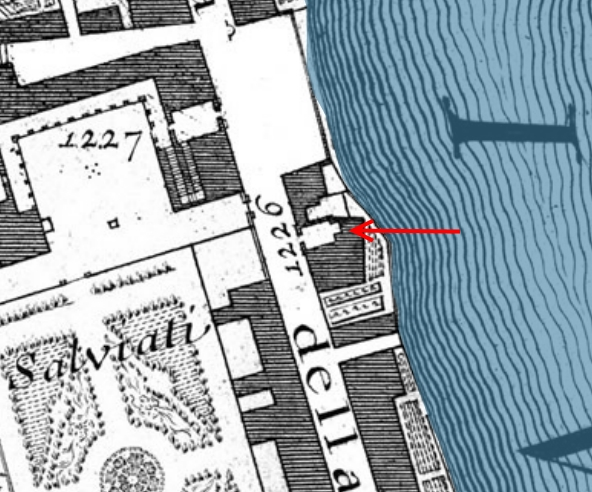
La chiesa nella mappa di Giovanni Battista Nolli (1748).

Tutto il complesso si trovava dove oggi passa il lungotevere, immediatamente di fronte alla entrata del palazzo Salviati a via della Lungara; l'odierna muraglia di contenimento del fiume Tevere segna la linea della vecchia facciata. Nonostante fosse una chiesa piccola, Giuseppe Vasi, nella metà del diciottesimo secolo, scrisse che la decorazione dell'interno era magnifica. Nonostante le sue dimensioni, aveva una cupola ottagonale sopra il presbiterio con un tamburo alto e suddiviso in otto parti. Al centro c'era un'alta lanterna centrale.
Il monastero si trovava accanto alla riva del fiume, ed era così vicino che a volte l'acqua raggiungeva l'abside della chiesa. La pala dell'altare maggiore era una Vergine Maria con i santi Leonardo e Romualdo di Ercole Orfeo da Fano. Oltre ad essa, la chiesa ospitava anche una Vergine col Bambino con san Michele e sant'Orsola, di Allegretto Nuzi (1365).